# Saint-Michel-de-Vax
 Saint-Michel-de-Vax là một xã thuộc tỉnh Tarn trong vùng Occitanie in miền nam nước Pháp. Xã này nằm ở khu vực có độ cao trung bình 400 mét trên mực nước biển.